# Jinelle Zaugg-Siergiej
Jinelle Lynn Zaugg-Siergiej, geb. Zaugg, (* 27. März 1986 in Rockford, Illinois) ist eine ehemalige US-amerikanische Eishockeyspielerin und derzeitige -trainerin. Zaugg-Siergiej war von 2006 bis 2010 Mitglied der Frauen-Eishockeynationalmannschaft der Vereinigten Staaten und gewann jeweils einmal die Silbermedaille bei der Weltmeisterschaft 2007 sowie den Olympischen Winterspielen 2010. Seit ihrem aktiven Karriereende ist sie als Trainerin im High-School- und Collegebereich tätig.

## Karriere
Zaugg spielte während ihrer Highschool-Zeit bis zum Jahr 2004 unter anderem an der Northland Pines High School in Eagle River und für die Madison Capitals. Ebenso spielte sie Fußball. Mit dem Wechsel ans College zum Schuljahr 2004/05 widmete sich die Stürmerin aber voll und ganz dem Eishockey. Parallel zu ihrem Studium an der University of Wisconsin–Madison spielte sie die folgenden vier Jahre für das hiesige Universitätsteam in der Western Collegiate Hockey Association in der National Collegiate Athletic Association. Am Ende ihres zweiten Jahres an der Universität gewann sie mit der Mannschaft sowohl die Meisterschaft der WCHA als auch in der Folge die nationale Meisterschaft der NCAA. Ihre Leistungen machten daraufhin auch den US-amerikanischen Eishockeyverband USA Hockey auf sich aufmerksam, der sie zum 4 Nations Cup 2006 erstmals für die Frauen-Eishockeynationalmannschaft der Vereinigten Staaten nominierte. Im Verlauf der Saison 2006/07 verteidigte sich mit den Wisconsin Badgers beide im Vorjahr errungenen Titel, woraufhin sie für die Weltmeisterschaft 2007 nominiert wurde und dort die Silbermedaille gewann. Im Sommer 2008 schloss sie ihr Studium schließlich erfolgreich ab.
Die Offensivspielerin wechselte daraufhin in den Profibereich und schloss sich zur Spielzeit 2008/09 den Minnesota Whitecaps aus der Western Women’s Hockey League an. Auch mit diesen konnten sie am Saisonende den Gewinn der Meisterschaft feiern. Im anschließenden Clarkson Cup unterlagen die Whitecaps allerdings gegen den Meister der Canadian Women’s Hockey League, den Stars de Montréal, mit 1:3. Nach weiteren Teilnahmen am 4 Nations Cup in den Jahren 2007 und 2009 wurde die nach der Heirat im Juni 2009 unter dem Nachnamen Zaugg-Siergiej firmierende Stürmerin von USA Hockey für die Saison 2009/10 rekrutiert, um sich intensiv auf die Olympischen Winterspiele 2010 in Vancouver vorzubereiten. Nachdem sie den Sprung in den Turnierkader geschafft hatte, feierte sie bei den Winterspielen den Gewinn der olympischen Silbermedaille. Der 4 Nations Cup 2010 war schließlich ihr letztes internationales Turnier für ihr Heimatland.
Nach ihrem offiziell verkündeten Karriereende im März 2011 begann Zaugg-Siergiej ihre Trainertätigkeit. Zunächst war sie bis Sommer 2013 an der Arrowhead High School in Hartland im Bundesstaat Wisconsin tätig. Anschließend füllte sie im Schuljahr 2013/14 den Assistenztrainerposten an der Robert Morris University im Bundesstaat Pennsylvania aus. Seit dem Schuljahr 2014/15 ist die Ex-Spielerin in selber Position an der St. Cloud State University in Minnesota tätig.

## Erfolge und Auszeichnungen
| - 2006 WCHA-Meisterschaft mit der University of Wisconsin–Madison - 2006 NCAA-Division-I-Championship mit der University of Wisconsin–Madison - 2007 WCHA-Meisterschaft mit der University of Wisconsin–Madison | - 2007 NCAA-Division-I-Championship mit der University of Wisconsin–Madison - 2009 WWHL-Meisterschaft mit den Minnesota Whitecaps |

### International
- 2007 Goldmedaille bei der Weltmeisterschaft
- 2014 Silbermedaille bei den Olympischen Winterspielen

## Karrierestatistik

### International
Vertrat die USA bei:
- Weltmeisterschaft 2007
- Olympischen Winterspielen 2010

(Legende zur Spielerstatistik: Sp oder GP = absolvierte Spiele; T oder G = erzielte Tore; V oder A = erzielte Assists; Pkt oder Pts = erzielte Scorerpunkte; SM oder PIM = erhaltene Strafminuten; +/− = Plus/Minus-Bilanz; PP = erzielte Überzahltore; SH = erzielte Unterzahltore; GW = erzielte Siegtore; 1 Play-downs/Relegation; Kursiv: Statistik nicht vollständig)